# Hiroshi (nome)
Hiroshi  è un nome proprio di persona giapponese maschile.

## Origine e diffusione
Può essere basato su diversi kanji (o combinazioni di kanji) che si leggono "Hiroshi", come ad esempio 寛 ("tollerante", "generoso", "liberale") e 浩 ("prosperoso"). 

## Onomastico
Il nome è adespota, ovvero non è portato da alcun santo. L'onomastico si può festeggiare il 1º novembre, giorno di Ognissanti.

## Persone

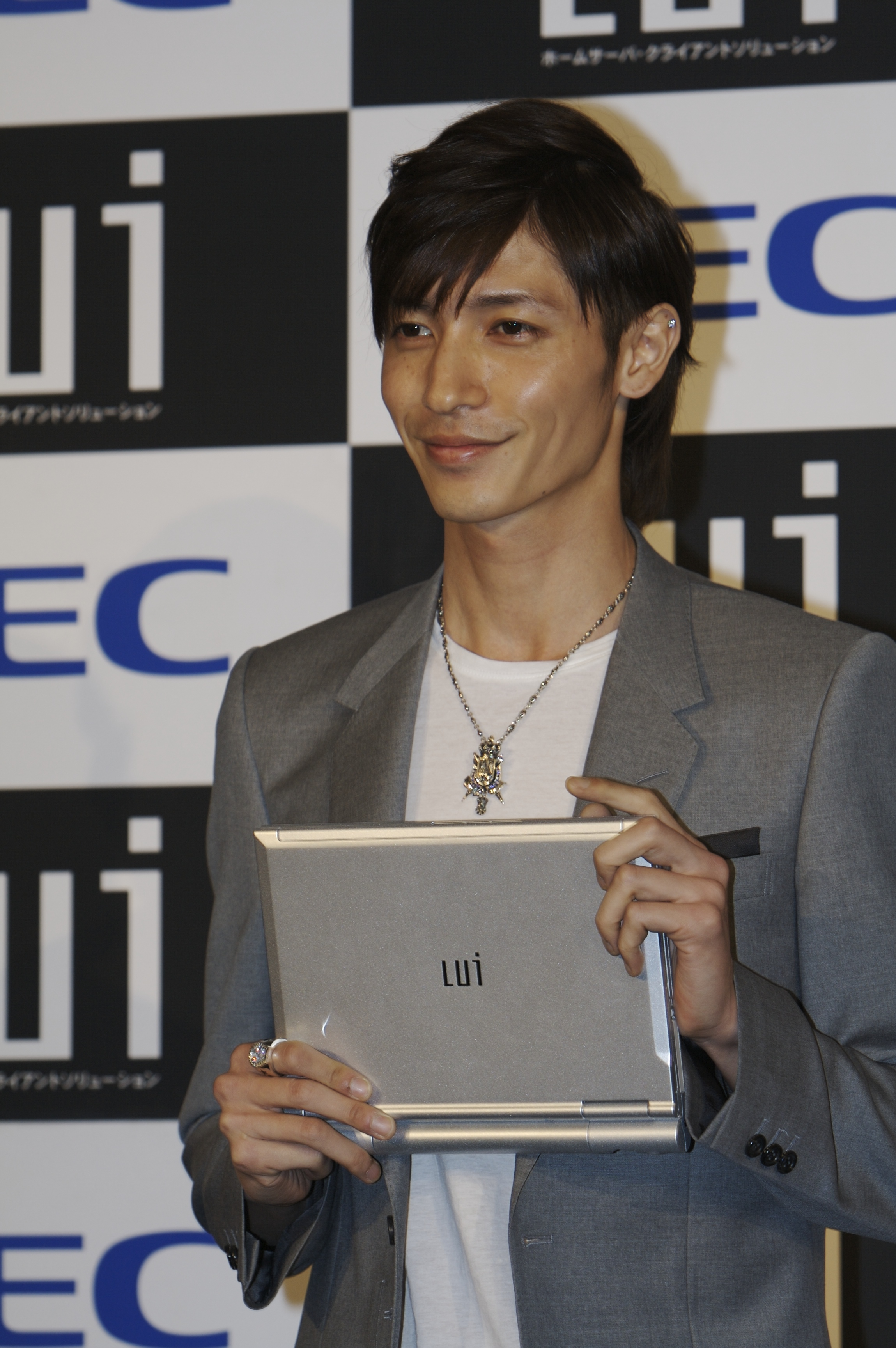
Hiroshi Tamaki

- Hiroshi Abe, attore e modello giapponese
- Hiroshi Amano, scienziato giapponese
- Hiroshi Aoyama, pilota motociclistico giapponese
- Hiroshi Inagaki, regista giapponese
- Hiroshi Ishiguro, insegnante giapponese
- Hiroshi Kaneda, astronomo e informatico giapponese
- Hiroshi Kitadani, cantante giapponese
- Hiroshi Kiyotake, calciatore giapponese
- Hiroshi Sugimoto, fotografo e artista giapponese
- Hiroshi Tamaki, attore, cantante e modello giapponese
- Hiroshi Tanahashi, wrestler giapponese.
- Hiroshi Yamauchi, imprenditore giapponese

## Il nome nelle arti
- Hiroshi è un personaggio della serie manga e anime Ranma ½.
- Hiroshi Agasa è un personaggio della serie manga e anime Detective Conan.
- Hiroshi Ichikawa è un personaggio della serie manga e anime Carletto il principe dei mostri.
- Hiroshi Nohara è un personaggio della serie manga e anime Shin Chan.
- Hiroshi Shiba è il protagonista della serie di cartoni animati Jeeg robot d'acciaio.